# Peugeot XP400
Il Peugeot XP400 è uno scooter prodotto dalla casa motociclistica francese Peugeot dal 2023.

## Storia

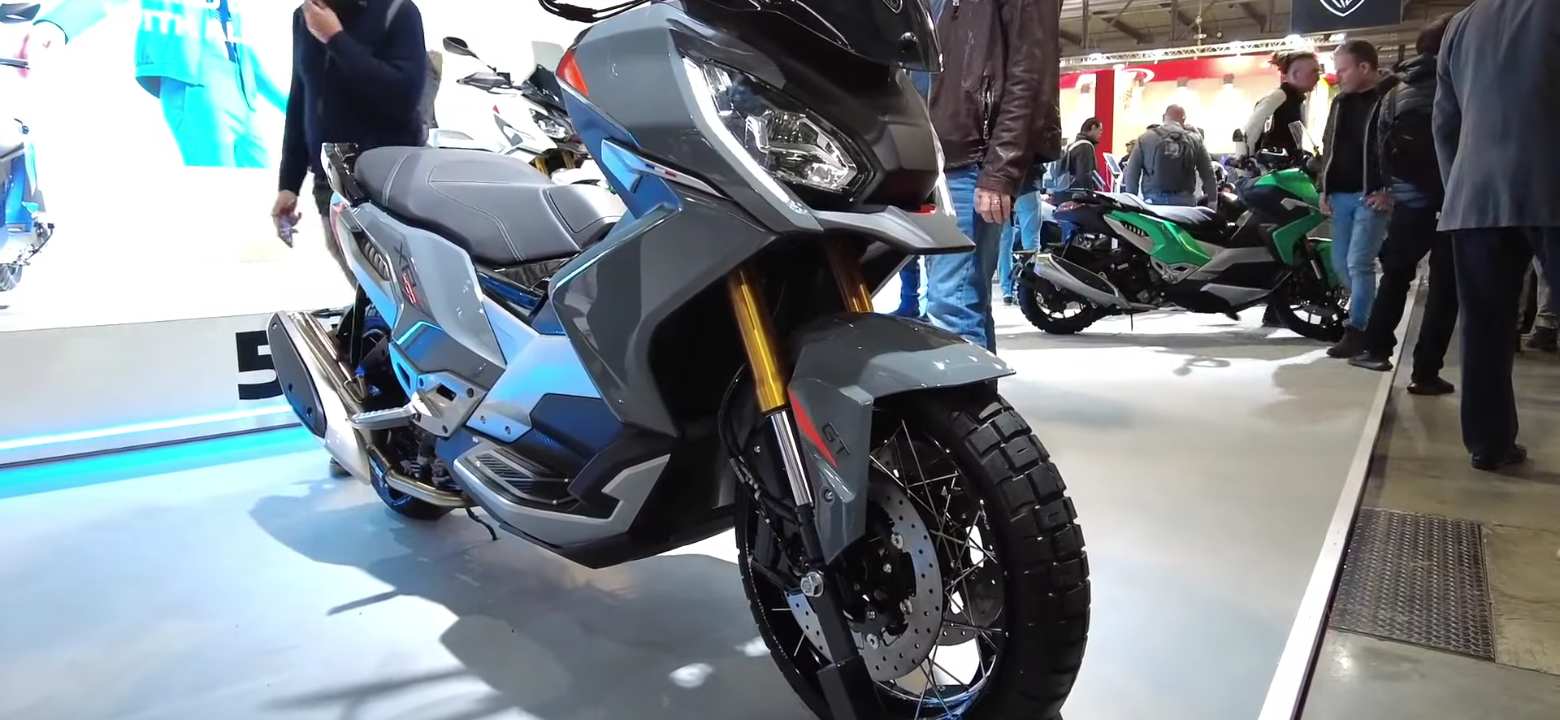

Presentato a EICMA nel novembre 2022, viene posto in vendita nel marzo 2023 e prodotto nella fabbrica di Mandeure.
Si tratta di uno maxi scooter, in cui l'unico motore disponibile è il 400 monocilindrico raffreddato a liquido che eroga una potenza di 36,7 CV a 8150 giri/min e una coppia 38,1 Nm a 5400 giri/min. Il motore è omologato Euro 5. Di serie ABS e frenata combinata.